# 石竜路駅
石龍路駅（せきりゅうろ-えき）は、中華人民共和国上海市徐匯区に位置する上海軌道交通3号線の駅。

## 駅構造
相対式ホーム2面2線の地上駅。

## 歴史
- 2000年12月26日 - 開業。

## 隣の駅
■上海軌道交通3号線
上海南站駅 - 石龍路駅 - 龍漕路駅